# Список математических утверждений и объектов, названных в честь Пала Эрдёша

В данном списке приводятся математические утверждения и объекты, названные именем венгерского математика Пала Эрдёша.

## Теоремы
- Теорема де Брёйна — Эрдёша (теория графов) (1951, совместно с Николасом де Брёйном) — всякий {\displaystyle k}-хроматический граф содержит {\displaystyle k}-хроматический подграф с конечным числом вершин.
- Теорема де Брёйна — Эрдёша и двойственная ей теорема Эрдёша — де Брёйна (1948, совместно с Николасом де Брёйном) — проективные аналоги теоремы Сильвестра: утверждения о нижней оценке количества прямых, которые можно провести через заданный набор точек.
- Теорема Эрдёша — Эннинга (1945, совместно с Норманом Эннингом[англ.]) — утверждение о том, что бесконечное множество точек на плоскости может иметь целые расстояния между точками множества только в том случае, когда все точки лежат на одной прямой[1].
- Теорема Эрдёша — Бека[англ.] (сформулирована Эрдёшем в 1978 году как гипотеза, доказана в 1984 году Йожефом Беком (венг. Beck József)) — утверждение в дискретной геометрии.
- Теорема Эрдёша — Душника — Миллера
- Теорема Эрдёша — Галлаи — (1960[2], совместно с Тибором Галлаи[венг.]) — теоретико-графовое утверждение, задающее условие сопоставимости конечной последовательности натуральных чисел последовательности степеней вершин некоторого графа.
- Теорема Эрдёша — Ко — Радо[англ.].
- Теорема Эрдёша — Сёкефальви-Надя (предположено Эрдёшем в 1935 году, доказано в 1939 году Белой Сёкефальви-Надем) — многоугольник без самопересечений может быть преобразован в слабовыпуклый путём конечного числа зеркальных отражений «карманов» — связных компонентов относительно ребер выпуклой оболочки.
- Теорема Эрдёша — Радо (1954, совместно с Рихардом Радо).
- Теорема Эрдёша — Стоуна[англ.] (1946, совместно с Артуром Стоуном (англ. Arthur Harold Stone)).
- Теорема Эрдёша — Секереша о монотонных подпоследовательностях.(1935, совместно с Дьёрдем Секерешем)
- Теорема Эрдёша — Секереша о выпуклых многоугольниках (известная как «задача со счастливым концом», 1935, совместно с Дьёрдем Секерешем и Эстер Секереш (венг. Eszter Szekeres)).

## Гипотезы
- Гипотеза Эрдёша — Турана об арифметических прогрессиях в плотных множествах, 1936, совместно с Палом Тураном (доказана в 1975 году теоремой Семереди).
- Гипотеза Эрдёша — Турана для аддитивных базисов[англ.], 1941, совместно с Палом Тураном (не доказана по состоянию на 2013 год).
- Гипотеза Эрдёша об арифметических прогрессиях.
- Гипотеза Эрдёша о минимальном числе различных расстояний между {\displaystyle n} различными точками в евклидовом пространстве (для плоскости доказана в 2010 году Ларри Гутом и Нецем Кацем (англ. Nets Hawk Katz)).
- Гипотеза Кэмерона — Эрдёша о количестве свободных от сумм подмножеств, 1988, совместно с Питером Кэмероном[англ.] (доказана в 2003 году Беном Грином).
- Гипотеза Эрдёша — Бура о числах Рамсея на графах.
- Гипотеза Эрдёша — Фабера — Ловаса о раскраске объединений клик.
- Гипотеза Эрдёша — Грэма о представлении единицы одноцветной египетской дробью (доказана Эрнестом Крутом[англ.] в 2003 году).
- Гипотеза Эрдёша — Дьярфаша о длине циклов в графе со степенью вершин не менее 3.
- Гипотеза Эрдёша — Штрауса о египетской дроби {\displaystyle 4/n=1/x+1/y+1/z}.
- Гипотеза Эрдёша — Моллина — Уолша о последовательных тройках полнократных чисел.
- Гипотеза Эрдёша — Сэлфриджа о том, что покрывающее множество содержит по крайней мере одно нечётное число.
- Гипотеза Эрдёша — Вудса о том, что {\displaystyle k} чисел любого отрезка натурального ряда для любого достаточно большого фиксированного {\displaystyle k} однозначно определяются списком своих различных простых делителей. С ней связано число Эрдёша — Вудса
- Гипотеза Эрдёша — Секереша о числе точек в общем положении, обязательно включающих вершины выпуклого n-угольника.
- Гипотеза Эрдёша — Хайналя о том, что в семействе графов, получаемом удалением порожденного подграфа, каждый граф либо является большой кликой, либо большим независимым множеством[3].
- Гипотеза Эрдёша — Хейльбронна в комбинаторной теории чисел о числе сумм двух множеств вычетов по простому модулю (доказана Диашем да Силвой (J. A. Dias da Silva) и Хамидоне (Y. O. Hamidoune) в 1994 году).
- Гипотеза Эрдёша — Менгера о разделяющих путях в бесконечных графах (доказана Роном Ахарони и Эли Бергером).
- Гипотеза Эрдёша — Стюарта о диофантовом уравнении {\displaystyle n!+1={p_{k}}^{a}{p_{k+1}}^{b}} (доказана Люком[4]).
- Гипотеза Эрдёша — Ловаса о слабых и сильных дельта-системах (доказана Мишелем Деза).
- Проблема Нелсона — Эрдёша — Хадвигера или вопрос о хроматическом числе пространства. Каково минимальное число цветов, в которые можно раскрасить точки {\displaystyle n}-мерного пространства так, чтобы никакие одноцветные точки не находились на расстоянии {\displaystyle 1}.

## Константы
- Постоянная Коупленда — Эрдёша (1946, совместно с Артуром Коуплендом[англ.] доказана нормальность числа) — иррациональное число, являющееся записью простых чисел в десятичной системе счисления по порядку в дробной части после нуля: 0,235711131719232931374143…[5].
- Константа Эрдёша — Борвейна (Эрдёш в 1946 году доказал иррациональность, Питер Борвейн[англ.] в 1992 году дал альтернативное доказательство) — сумма обратных величин чисел Мерсенна.
- Кардинальное число Эрдёша[англ.] (1958, совместно с Андрашем Хайналем[венг.]).

## Неравенства
- Неравенство Эрдёша — Турана.
- Неравенство Эрдёша — Морделла.

## Прочее
- Граф Эрдёша — Диофанта
- Пространство Эрдёша
- Модель Эрдёша — Реньи